# Sandy Siegelstein

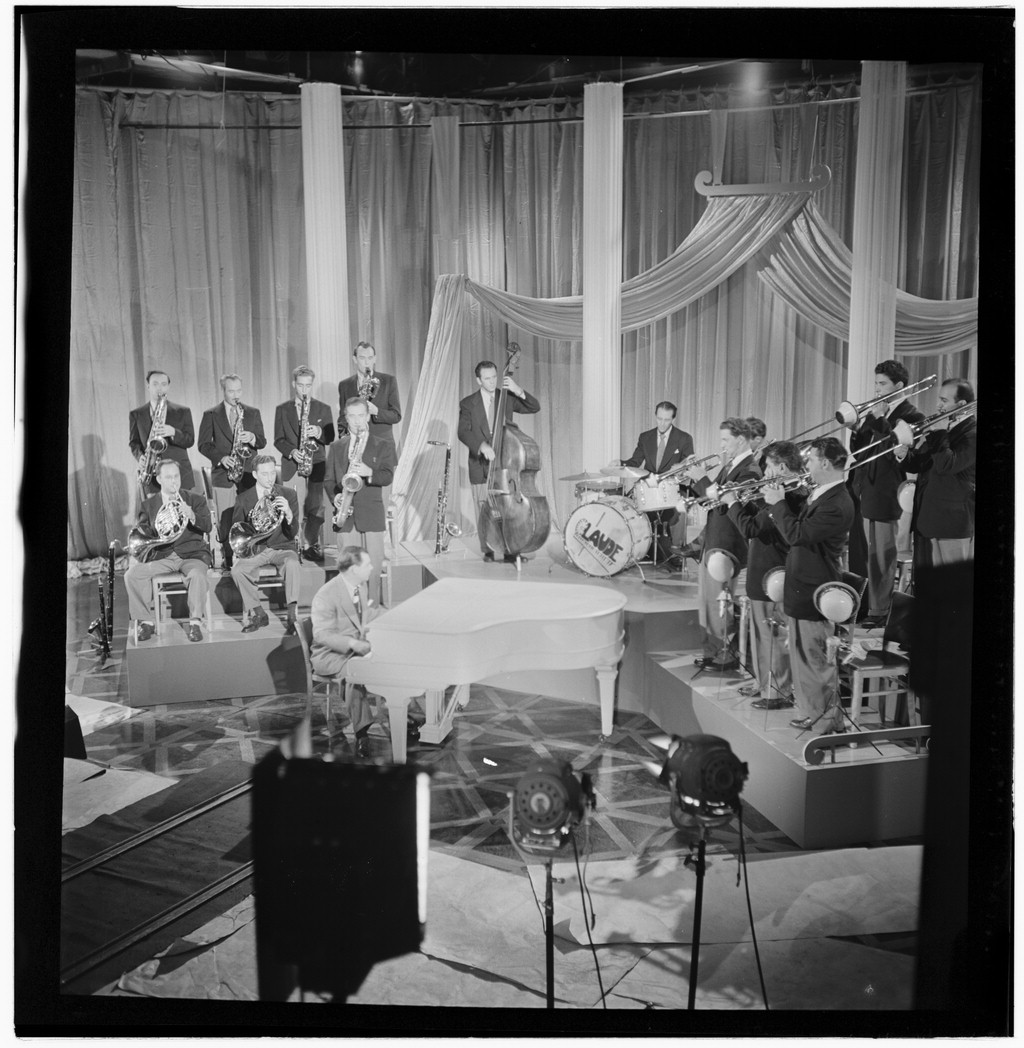
Sandy Siegelstein (erster von links in der ersten Reihe) als Mitglied des Thornhill-Orchesters (1947)

Sanford J. „Sandy“ Siegelstein (* 10. April 1919; † 14. Januar 2013) war ein US-amerikanischer Waldhornist, der im Jazz aktiv war.
Siegelstein spielte ab den 1940er-Jahren im Orchester von Claude Thornhill, mit dem 1946 erste Aufnahmen entstanden. Er war 1947 an den von Gil Evans arrangierten Titeln wie Robin’s Nest oder Anthropology beteiligt und gehörte, als das Thornhill-Orchester vorübergehend aufgelöst wurde, im folgenden Jahr der Probenband um Gil Evans, Gerry Mulligan und Lee Konitz an. Im April 1949 wirkte er bei der zweiten Session zu Birth of the Cool von Miles Davis mit. Letzte Einspielungen im Bereich des Jazz entstanden 1959 mit dem Thornhill-Orchester, mit dem er an 29 Aufnahmesessions beteiligt war. Siegelstein lebte zuletzt in Yonkers, New York.